# Studio ATM

Logo ATM Grupy

Studio ATM – centrum produkcji programów telewizyjnych i filmowych w Warszawie, należące do ATM Grupa i zarządzane przez spółkę-córkę ATM Studio Sp. z o.o. Może pomieścić do 1300 osób. Kompleks został otwarty w 2011 roku.

## Wyposażenie

### Hale i studia
| Hala/Studio | Powierzchnia (wymiary)                     | Wyposażenie | Źr.   |
| ----------- | ------------------------------------------ | --- | ----- |
| Hala A      | 1500 m² (45 m x 34 m x 12 m)               | polerowana podłoga betonowa, o udźwigu 1 tona/m², pomosty techniczne o udźwigu kilku ton zlokalizowane na wysokości 12 m, punkty przyłączeniowe energii, elektrycznej umieszczone na obwodzie hali (12 szt.) oraz na pomostach technicznych (24 szt.), przyłącza energetyczne o zróżnicowanej mocy: 5x16 A (230 V), 2x32 A, 1x63 A, 4x125 A; emisyjne przyłącze światłowodowe oraz przepusty do kabli kamerowych dla wozów transmisyjnych, internet WIFI, przyłącza telefoniczne i sieci komputerowej | [ 4 ] |
| Hala B      | 800 m² (32 m x 25 m x 7 m)                 | polerowana podłoga betonowa, o udźwigu 1 tona/m², kratownica techniczna o udźwigu kilku ton zlokalizowana na wysokości 7 m, punkty przyłączeniowe energii elektrycznej umieszczone na obwodzie hali (9 szt.) oraz przy kratownicy (4 szt.), przyłącza energetyczne o zróżnicowanej mocy, 5x16 A (230 V), 2x32 A, 1x63 A, 2x125 A; emisyjne przyłącze światłowodowe oraz przepusty do kabli kamerowych dla wozów transmisyjnych                                                                        | [ 4 ] |
| Hala C      | 800 m² (32 m x 25 m x 7 m)                 | polerowana podłoga betonowa, o udźwigu 1 tona/m², kratownica techniczna o udźwigu kilku ton zlokalizowana na wysokości 7 m, punkty przyłączeniowe energii elektrycznej umieszczone na obwodzie hali (9 szt.) oraz przy kratownicy (4 szt.), przyłącza energetyczne o zróżnicowanej mocy, 5x16 A (230 V), 2x32 A, 1x63 A, 2x125 A; emisyjne przyłącze światłowodowe oraz przepusty do kabli kamerowych dla wozów transmisyjnych                                                                        | [ 4 ] |
| Hala D      | 800 m² (32 m x 25 m x 7 m)                 | trójwarstwowa podłoga drewniana, o udźwigu 500 kg/m², kratownica techniczna o udźwigu kilku ton zlokalizowana na wysokości 6 m, punkty przyłączeniowe energii elektrycznej, umieszczone na obwodzie hali (10 szt.) oraz przy kratownicy (4 szt.), przyłącza energetyczne o zróżnicowanej mocy: 10x16 A (230 V), 1x16 A, 2x32 A, 1x63 A, 1X125 A; emisyjne przyłącze światłowodowe oraz przepusty do kabli kamerowych dla wozów transmisyjnych                                                         | [ 4 ] |
| Hala E      | 800 m² (32 m x 25 m x 7 m)                 | trójwarstwowa podłoga drewniana, o udźwigu 500 kg/m², kratownica techniczna o udźwigu kilku ton zlokalizowana na wysokości 6 m, punkty przyłączeniowe energii elektrycznej, umieszczone na obwodzie hali (10 szt.) oraz przy kratownicy (4 szt.), przyłącza energetyczne o zróżnicowanej mocy: 10x16 A (230 V), 1x16 A, 2x32 A, 1x63 A, 1X125 A; emisyjne przyłącze światłowodowe oraz przepusty do kabli kamerowych dla wozów transmisyjnych                                                         | [ 4 ] |
| Hala F      | 500 m² (25 m x 20 m x 6 m)                 | trójwarstwowa podłoga drewniana, o udźwigu 500 kg/m², kratownica techniczna o udźwigu kilku ton zlokalizowana na wysokości 6 m, punkty przyłączeniowe energii elektrycznej umieszczone na obwodzie hali (8 szt.) oraz przy kratownicy (2 szt.), przyłącza energetyczne o zróżnicowanej mocy: 10x16 A (230 V), 1x16 A, 2x32 A, 1x63 A, 1X125 A; emisyjne przyłącze światłowodowe oraz przepusty do kabli kamerowych dla wozów transmisyjnych                                                           | [ 4 ] |
| Studio G    | 100 m² (12,3 m x 8 m x 11 m x 9,5 m x 7 m) | przyłącza energetyczne o zróżnicowanej mocy: 10 – 63 Amper, bezpośrednia komunikacja z magazynem oraz zapleczem: garderoby, charakteryzatornie, magazyny kostiumów i pokoje produkcji; internet WIFI, przyłącza telefoniczne i sieci komputerowej | [ 4 ] |

### Backstage
| Miejsce                        | Wyposażenie | Źr.   |
| ------------------------------ | --- | ----- |
| Garderoby i charakteryzatornie | 14 garderób standard, każda o powierzchni 34 m²; dwa umeblowane pokoje, łazienka z prysznicem, przedpokój, wykończone w wysokim standardzie, 2 garderoby VIP, każda o powierzchni 60m2; umeblowany pokój dzienny z aneksem kuchennym, sypialnia, łazienka wyposażona w prysznic i wannę; 7 charakteryzatorni z dwoma stanowiskami charakteryzatorskimi, część z nich wyposażona w myjki fryzjerskie; 1 charakteryzatornia z dziesięcioma stanowiskowa charakteryzatorskimi, połączona z magazynem kostiumów | [ 4 ] |
| Magazyny scenograficzne        | w części magazynowej rampa transportowa z bramą załadunkową o wymiarach 8 x 4 m | [ 4 ] |

### Viaplay Polska
Od 2021 roku w kompleksie ATM Studio swoją siedzibę ma redakcja sportowa Viaplay Polska. Studio zostało przygotowane przez ATM System oraz Ekstraklasę Live Park. Oprócz studia telewizyjnego w budynku mieszczą się kabiny komentatorskie oraz newsroom redakcji sportowej. W grudniu 2022 roku powierzchnia wykorzystywana przez Viaplay w budynku ATM Studio została powiększona i składa się z dwóch studiów telewizyjnych z reżyserkami, 12 kabin komentatorskich połączonych z 6 reżyserkami dźwięku oraz newsroomu.

### ATM Virtual
Od listopada 2021 roku w jednej z hal kompleksu ATM Studio uruchomiono studio produkcji wirtualnej działające pod marką ATM Virtual. Studio działa w oparciu o ekrany LED wyświetlające elementy scenografii zbudowane w Unreal Engine. Wirtualna scenografia może stanowić tło dla elementów scenografii rzeczywistej lub samodzielne tło dla realizowanych scen. Podwieszane ekrany dają również możliwość emitowania odpowiedniego światła na nagrywane obiekty.